# معدن طلای اندریان
معدن طلای اندریان در روستای اندریان (اندیرگان) در منطقه‌ای کوهستانی در دهستان ارزیل بخش خاروانا شهرستان ورزقان در آذربایجان شرقی قرار دارد. در محدوده سرزمینی این روستای کوهستانی و روستاهای همسایه یک معدن طلا با ذخیره قطعی ۳۰ میلیون تن خاک طلا با عیار  5 ppm (5 گرم در هر تن) وجود دارد. فعالیت‌های اکتشافی در محدوده معدن طلای اندریان از سال ۱۳۷۲ شروع شده‌است، اما آنچه در سال‌های اخیر، روند استخراج طلا از معدن اندریان را با چالش مواجه کرده، افزایش استخراج غیرقانونی طلا و برداشت قاچاق از آن معدن بوده‌است.